# Пениче, Артуро
Артуро Пениче (исп. Arturo Delgadillo Peniche; 17 мая 1962, Мехико, Мексика) — мексиканский актёр и певец.

## Биография
Родился 17 мая 1962 года в Мехико. У него есть сестра и брат Алехандра и Флавио Пениче, также актёры. В мексиканском кинематографе дебютировал в 1983 году. Сыграл более пятидесяти ролей в кино и на телевидении. Дебютировал на театральной сцене ещё ранее, в 1968 году, в детском спектакле, где играл совместно с актёром Хулианом Браво. Также является певцом, выпустил четыре сольных альбома. Был номинирован 13 раз на премии ACE, El Heraldo, Microfono de Oro, People en Español и TVyNovelas, из которых он победил 8 раз во всех 4 премиях (кроме премии People en Español и 4 проигрышных номинаций в премии TVyNovelas).

## Личная жизнь
Артуро Пениче в 1984 году женился на Габи Ортис Фаскинетто. У них двое детей — сын Брандон и дочь Хиабет, которые также стали актёрами. В испаноязычных интервиках есть инфа, что актриса Юлиана Пениче является дочерью актёра Артуро Пениче, на что актриса ответила, что не является дочерью актёра.

## Фильмография

### Телесериалы Televisa
- 1983 — Искорка
- 1984 — Пожить немножко — Адриан
- 1988 — Гора страдания — Густаво
- 1992 — Мария Мерседес — Хорхе Луис де Олмо
- 1996 — Марисоль — Хуан Висенте Морелос
- 1998 —
  - Живу ради Елены — Эктор
  - Узурпаторша — Адвокат Эдмундо Серрано
- 2000-01 — Личико ангела — Доктор Монтемайор
- 2001 — Злоумышленница — Карлос Альберто Хункера Брито
- 2002 — Между любовью и ненавистью — Фабио Сакристан
- 2005 — Наперекор судьбе — Насарио
- 2007 — Зорро: Шпага и роза — Фернандо Санчез де Монкада
- 2008-09 — Во имя любви — Падре Хуан Кристобаль Гамбоа

## Дискография
- Mi amor anda libre (2002)
- Bésame en la boca (2004)
- Infiel (2014)
- Bandera blanca (2017)

## Дубляж
- Спасение Мачини Робо